# Adek Drabiński
Adek Drabiński, właśc. Arkadiusz Drabiński (ur. 16 października 1948 w Łodzi) – polski reżyser filmowy i telewizyjny, scenarzysta.

## Życiorys
Absolwent Wydziału Malarstwa Państwowej Wyższej Szkoły Sztuk Plastycznych w Łodzi (1974) oraz Wydziału Reżyserii Państwowej Wyższej Szkoły Filmowej, Telewizyjnej i Teatralnej im. Leona Schillera w Łodzi (1979). Do 1992 roku przebywał w Stanach Zjednoczonych, gdzie nakręcił wiele filmów dokumentalnych i reklamowych, teledysków oraz odcinków seriali telewizyjnych.
Był dwukrotnie nominowany do Złotych Lwów na Festiwalu Polskich Filmów Fabularnych w Gdyni za filmy Pułapka (1997) i Kalipso (2000). Jest laureatem Nagrody za debiut reżyserski na FPFF w Gdyni (1992) oraz Nagrody im. Andrzeja Munka (1993) za film Szuler (1991). Jest także laureatem Srebrnego Grona (1993) oraz Złotego Yacha (1999).
W filmie Szuler (1991) w jego reżyserii, zadebiutował Philipp Seymour Hoffman.
Przez wiele lat współpracował z Bogusławem Wołoszańskim jako reżyser Sensacji XX wieku oraz Tajemnicy twierdzy szyfrów.
Od 2018 aż do końca produkcji był reżyserem serialu komediowego Świat według Kiepskich.

## Życie prywatne
Dwukrotnie żonaty. Z drugą żoną ma syna Adama (ur. 2004).

## Filmografia
- Cel uświęca środki (1977), współpraca reżyserska
- Sensacje XX wieku (1983–2005), reżyseria
- Recital (1984), reżyseria
- Szuler (Cheat, 1991), reżyseria, scenariusz
- Deceit (1992), reżyseria
- Wieczór z lalką (1997), Teatr Telewizji, obsada aktorska
- Pułapka (1997), reżyseria, scenariusz
- Mojżesz i Katarzyna (1998), Teatr Telewizji, reżyseria
- Ogniem i mieczem (1999), współpraca reżyserska
- Pan Tadeusz (1999), współpraca reżyserska
- Kalipso (2000), reżyseria
- Ogniem i mieczem (2000, serial), współpraca reżyserska
- Marzenia do spełnienia (2001–2002), reżyseria (odcinki 17-21 i 25-29)
- Pokój na czarno (2001), reżyseria
- Chwała zwycięzcom (2003), reżyseria
- Psie serce (2003), reżyseria
- Hans Christian Andersen (2005), reżyseria
- Dom niespokojnej starości (2005), reżyseria, scenariusz, dialogi
- Faceci do wzięcia (2006–2008), reżyseria (odcinki 25-26 i 29-86), obsada aktorska (odcinek 56)
- Mamuśki (2007)
- Tajemnica twierdzy szyfrów (2007), reżyseria, obsada aktorska, obsada dubbingu
- Tylko miłość (2007–2009), reżyseria (odcinki 17-60)
- Dom nad rozlewiskiem (2009), reżyseria
- Rodzina zastępcza (2009), reżyseria (odcinki 322-326)
- Miłość nad rozlewiskiem (2010), reżyseria
- Rodzinka.pl (2011), reżyseria (odcinki 3-4, 6, 10-11 i 13)
- Życie nad rozlewiskiem (2011), reżyseria
- Nad rozlewiskiem (2012), reżyseria
- Cisza nad rozlewiskiem (2014), reżyseria
- Baron24 (2014), reżyseria
- Pensjonat nad rozlewiskiem (2018), reżyseria
- Świat Według Kiepskich (2018–2021), reżyseria (od odcinka 529–588), scenariusz (odcinki 569, 580, 583, 585-587)

## Nagrody i wyróżnienia
- 1992: Gdańsk – XVII FPFF Nagroda za debiut reżyserski na Festiwalu Polskich Filmów Fabularnych za film Szuler
- 1993: Gdańsk – Nagroda im. Andrzeja Munka za najlepszy debiut w polskim filmie za film Szuler (przyznana przez Łódzką Szkołę Filmową)[6]
- 1993: Łagów – Srebrne Grono na Lubuskim Lecie Filmowym za film Szuler
- 1997: Gdańsk – nominacja do Złotych Lwów na Festiwalu Polskich Filmów Fabularnych za film Pułapka
- 1997: Moskwa – udział filmu Pułapka w konkursie głównym 20. Międzynarodowego Festiwalu Filmowego w Moskwie
- 1999: Gdańsk – Złoty Yach 8. Festiwalu Polskich WideoKlipów „Yach Film” dla najlepszego wideoklipu „Wspomnienie” Anny Marii Jopek i Michała Żebrowskiego
- 2000: Gdańsk – nominacja do Złotych Lwów na Festiwalu Polskich Filmów Fabularnych za film Kalipso
- 2000: Gdańsk – statuetka „Melonika” na Festiwalu Dobrego Humoru w kategorii najlepszy serial komediowy za serial Rodzina zastępcza
- 2002: Gdańsk – statuetka „Melonika” na Festiwalu Dobrego Humoru w kategorii najlepszy serial komediowy za serial Rodzina zastępcza